# Список умерших в 917 году
В этой статье представлен список известных людей, умерших в 917 году.
См. также: Категория:Умершие в 917 году

## Январь
- 2 или 3 января — Роберт I — епископ Меца (883—917)
- 21 января — Эрхангер — пфальцграф Швабии (под именем Эрхангер II; 892—917), первый герцог Швабии (915—917), казнён королём Восточно-Франкского королевства Конрадом I

## Февраль
- 10 февраля — Фредеруна — королева Западно-Франкского королевства (907—917), жена короля Западно-Франкского королевства Карла III Простоватого

## Август
- 5 августа — Евфимий I Синкелл — Патриарх Константинопольский (907—912), низложен собором, созванным по инициативе византийского императора Александра и сослан в Агафов монастырь

## Ноябрь

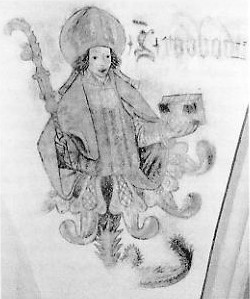
Святой Радбод

- 29 ноября — Радбод Утрехтский — епископ Утрехта (899/900—917). Святой, почитаемый Римско-католической церковью

## Точная дата смерти неизвестна
- Али I ибн Хайсам — Ширваншах (913—917), казнён своим родственником Абу Тахир Язидом, который стал следующим Ширваншахом под именем Мухаммед II ибн Язид
- Аль-Аббас ибн Амр аль-Ганави — арабский военачальник и аббасидский наместник
- Аугайре мак Айлелла — король Лейнстера (Ирландия), погиб в бою
- Гутрум II — король Восточной Англии (902—917).
- Ибн Хафсун — феодал, сыгравший видную роль в антиарабской борьбе в Кордовском эмирате.
- Константин Липс — византийский аристократ и друнгарий флота, основавший в Константинополе монастырь, носивший его имя (ныне мечеть Фенари Иса)
- Мухаммед II ибн Язид — 5-й Ширваншах (917-917).
- Кхук Хао[англ.] — цзедуши Северного Вьетнама
- Николай Пицингли[англ.] — византийский полководец, действовавший в Южной Италии и на Балканах, погиб в борьбе с болгарами
- Омар бен Хафсун — феодал, сыгравший видную роль в антиарабской борьбе в Кордовском эмирате в конце IX — начале X веков
- Синьдеок[англ.] — правитель корейского королевства Силла (912—917)
- Хасан аль-Утруш[англ.] — миссионер, который восстановил власть Алавидов над Табаристаном (на севере Ирана)
- Яхья IV ибн Идрис ибн Умар[англ.] — султан Марокко (904—917)